# Mobage
Mobage (モバゲー, mot-valise de mobile game) est un portail japonais de jeux vidéo et un réseau social, possédé par DeNA. Il revendique 30 millions d'utilisateurs principalement sur mobiles.